# Batalla de Talavera (1809)
La batalla de Talavera fou una contesa ocorreguda el 24 de març de 1809, durant la guerra del francès.

## Antecedents

Campanyes franceses

Després de la desastrosa Convenció de Sintra, en la qual es va permetre la repatriació de les tropes franceses derrotades en la batalla de Vimeiro, els comandants de l'exèrcit britànic van ser cridats a la seva pàtria per enfrontar-se a una recerca i les tropes expedicionàries britàniques a Espanya i Portugal van ser deixades al comandament de John Moore. Amb l'arribada del propi Napoleó amb un exèrcit a Espanya, els francesos van entrar a Madrid el 4 de desembre, van posar setge a Saragossa, que caigué en 21 de febrer de 1809, Soult rep ordres de l'emperador de perseguir i derrotar l'exèrcit anglès del general Moore, que ha de reembarcar durant la batalla de La Corunya
El rearmament austríac que acabaria amb la guerra de la Cinquena Coalició provocà que Napoleó marxés de Valladolid el 17 de gener, arribant a París el 23 de gener i va ordenar al mariscal Soult que envaís Portugal des del nord, prenent Porto. Arthur Wellesley va arribar a Lisboa el 22 d'abril a bord del HMS Surveillante, i reforçat, es va dedicar a l'ofensiva, obligant, després de la segona batalla de Porto, a la retirada de Soult de Portugal fins al seu punt de partida, la ciutat d'Ourense. Sabedor el mariscal Ney de les diferències entre la Junta d'Astúries i la Romana, va envair Astúries amb 6.000 homes des de Galícia fins a Oviedo, mentre des de Valladolid amb una força semblant travessava el port de Pajares el general François Étienne de Kellermann. Ney va entrar a Oviedo el 19 de Maig, Kellermann va quedar-se a Oviedo, i a Villaviciosa al general Jean Pierre François Bonet, que havia arribat des de Santander, i Ney va tornar a Galícia. El mes de juny, Soult decideix abandonar Galícia per Valdeorras en direcció a Zamora després de la seva derrota a la batalla de Ponte Sampaio.
Les 20.000 tropes britàniques de Wellesley van avançar cap a Espanya per unir-se a 33.000 tropes espanyoles sota el general Cuesta, que havia aconseguit refer l'exèrcit d'Extremadura després de la batalla de Medellín, marxant per la vall del Tajo fins a Talavera de la Reina, on es van trobar amb 46.000 francesos que anaven al seu encontre sota el mariscal Claude Victor Perrin i el major general Horace Sébastiani, amb el rei Josep, al comandament nominal.

## Batalla

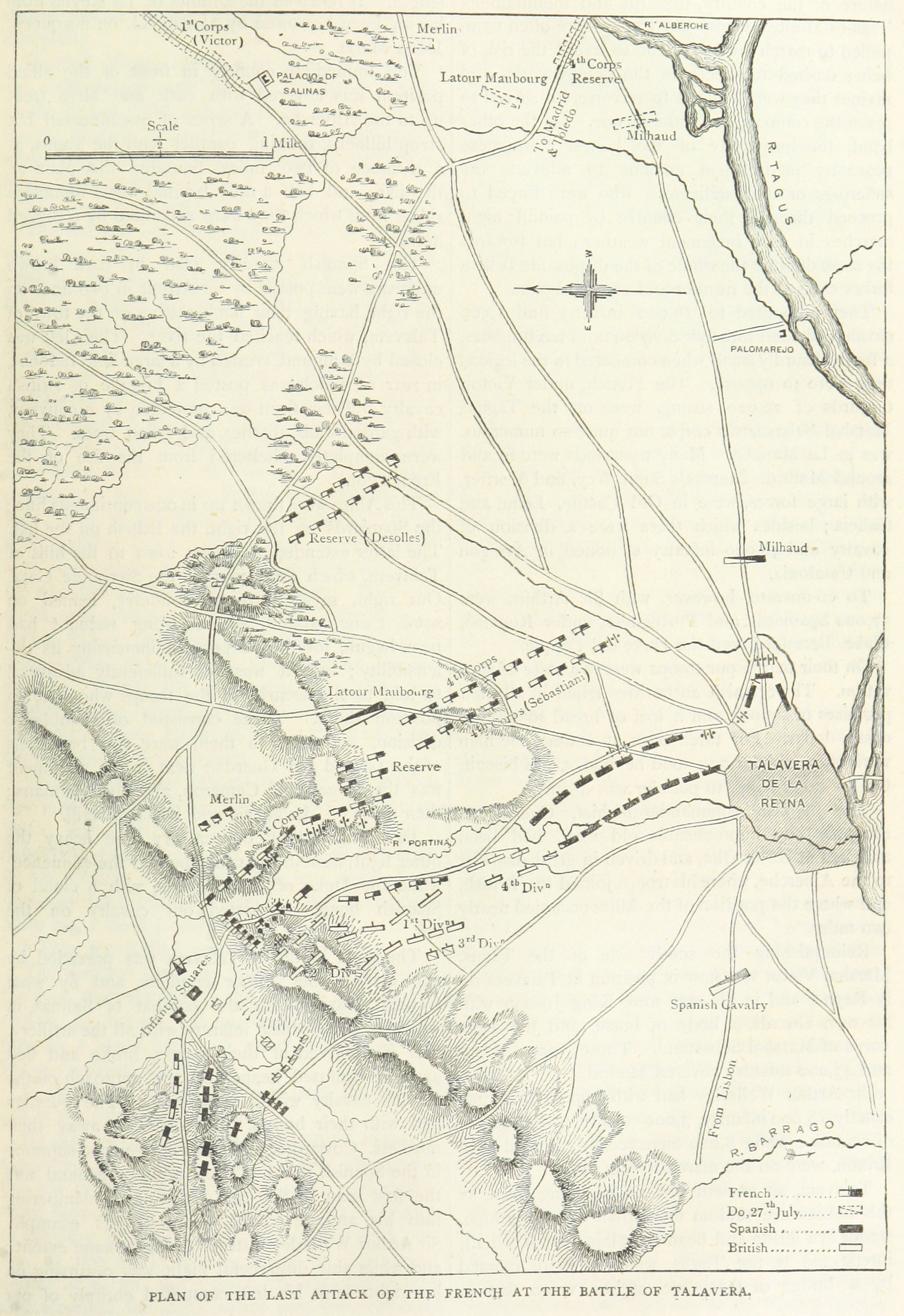
Mapa de l'atac final francès

Els francesos van creuar l'Alberche a mitja tarda del 27 de juliol i unes hores després van atacar la dreta dels espanyols i l'esquerra britànica. Es va agafar i perdre un turó estratègic fins que, finalment, els britànics el van mantenir fermament. A la matinada del 28 de juliol, els francesos van atacar una altra vegada l'esquerra britànica per reprendre el turó i van ser repulsats quan els regiments 29è i 48è d'infanteria que havien estat tombats darrere de la cresta es van aixecar i van carregar a baioneta. El foc de la artilleria francesa es va mantenir fins al migdia quan es va iniciar un armistici negociat de dues hores. Aquella tarda, va començar un fort intercanvi de foc de canó contra diverses escaramusses d'infanteria i cavalleria. A la tarda, un important combat va fer que els francesos fossin detinguts. Un duel de canons va continuar fins que es va fer fosc. A la llum del dia, els britànics i els espanyols van descobrir que la major part de la força francesa s'havia retirat, deixant els ferits i dues brigades d'artilleria al camp.

## Conseqüències
Arthur Wellesley, que immediatament es va retirar a Portugal atès que Nicolas Jean de Dieu Soult pretenia tallar la seva retirada a Portugal, va ser ennoblit com a vescomte Wellington de Talavera i de Wellington per l'acció.
La campanya espanyola de la tardor de 1809 va pressionar en direcció a Madrid tant del nord com del sud. Els espanyols van demanar ajuda de Wellesley, però després de la falta de cooperació durant la batalla de Talavera, el general britànic es va negar. Els francesos es van veure sorpresos per l'empenta sud, però Juan Carlos de Aréizaga va perdre els nervis i es va aturar tres dies abans de continuar cap a Madrid, però es va topar amb dues divisions franceses i es va retirar. En retornar dies després van trobar els francesos alertats i concentrats per interceptar l'exèrcit espanyol, que fou derrotat a Ocaña, juntament amb la de exèrcit espanyol del nord una setmana després a la batalla d'Alba de Tormes van deixar Espanya oberta a la dominació francesa, el camí estava obert a la conquesta francesa d'Andalusia.